# Liloca
Luísa Zélia Sebastiana da Graça Madade, besser bekannt unter dem Namen Liloca (* 29. April 1985 in Tete, Provinz Tete, Mosambik) ist eine mosambikanische Sängerin. Sie beschreibt ihre Musik selbst als den Genres Afro, Marrabenta und Afro House zugehörig.

## Leben
Luísa Madade wurde am 29. April 1985 in der nordmosambikanischen Stadt Tete geboren. Bereits seit früheren Jahren begeisterte sich Madade für Tanz.
2004 gründete sie ihre eigene Tanzschule mit dem Namen „Sweet Dance“ und arbeitete als Tänzerin für den mosambikanischen Künstler Rogério Denis (McRoger). Zwei Jahre später veröffentlichte sie unter ihrem Künstlernamen Liloca ihren ersten Song mit dem Titel „Como Ela Dança“ (pt.: Wie sie tanzt), 2007 folgte der nächste Song „Muyive“ (Xangana: Dieb). Ihr erstes tatsächliches Musikalbum folgte dann ebenfalls 2007, es trug den Titel Tic Tac é Meu Style. 2009 veröffentlichte sie ihr zweites Album „Magnifica“. In den folgenden Jahren veröffentlichte Liloca zahlreiche weitere Singles, die sie 2012 im Album „Mulher Moçambicana“ gesammelt herausgebrachte.
Liloca gewann verschiedene nationale Musikpreise und sieht sich selbst als „Sängerin des Volkes“, ihr Erfolg beschränkt sich jedoch bis heute auf den mosambikanischen Markt – ihr Ziel ist es, so sie selbst, dies in Zukunft zu ändern. Zu ihren erfolgreichsten Songs gehören „Muyive“, „Como Ela Dança“, „Tic Tac“, (des Albums Como Ela Dança), „Ser Segunda“ (des Albums Muyive) und „Tá Doce“, „Mulher Moçambicana“ und „Mufana“ (des Albums Tic Tac é meu Style).
2015 wurde die Sängerin stark kritisiert, da sie bei einem Fest am internationalen Kindertag in Maputo auftrat und dort eine stark körperbetonte Choreographie aufführte. Viele Medien sahen dies als unangebracht an, bezeichneten ihre Auftritte als „pornomusikalische Shows“ und als Symptom einer kinderunfreundlichen Gesellschaft. Einzelne FRELIMO-Mitglieder äußerten daraufhin ihr Unverständnis, dass die Sängerin den Staatspräsidenten Filipe Nyusi auf einen Staatsbesuch nach Portugal begleiten durfte.
Liloca wohnt und lebte heute in der Hauptstadt Maputo.